# غينريخ ياغودا

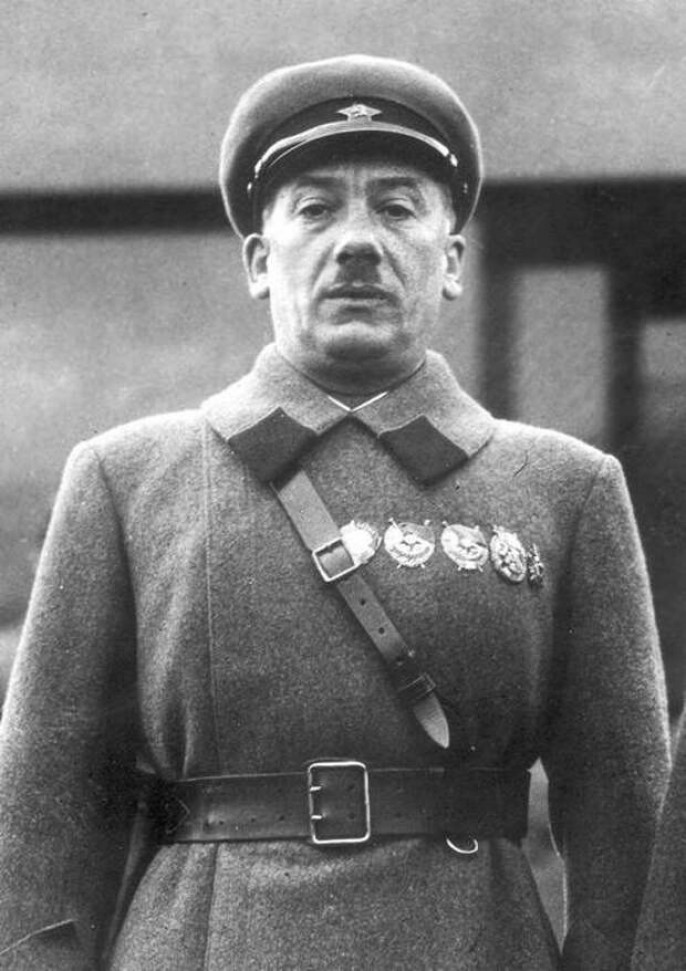
هينريخ يهودا عندما كان مفوض الشعب للشؤون الداخلية في الاتحاد السوفيتي

هينريخ فيليبوفيتش يهودا (بالروسية: Ягода, Генрих Григорьевич)‏، هو سياسي وثوري روسي شيوعي وأحد المشاركين بثورة أكتوبر سنة 1917 التي قام بها فلاديمير لينين وجوزيف ستالين والتي أنتجت الاتحاد السوفيتي.أبرز منصب تقلده هو منصب مفوض الشعب للشؤون الداخلية من سنة 1934 حتى 1936. كان عضواً بارزاً في الإستخبارات السوفيتية منذ عام ١٩٢٠ حتى وفاته وعُرف بتاريخه الدموي وإعدامه وسجنه للكثير من المعارضين السياسيين لجوزيف ستالين وإشرافه المباشر على المعتقالات السوفيتية "Gulags". كان وراء فكرة جزيرة الموت السوفيتية التي عرفت ب"Cannibal Island". تم إعدامه في العام ١٩٣٨ بأوامر من جوزيف ستالين.

## سيرته
ولد هينريخ يهودا في عام 1891 في أسرة من أصول يهودية. انخرط يهودا في حزب العمال الاشتراكي الديمقراطي الروسي (اسم الحزب قبل انقسامه إلى مناشفة وبلاشفة) منذ العام 1907، واعتقل بسبب نشاطه الثوري وقضى فترة سنتين في المنفى وفي عام 1915 تم استدعاؤه للخدمة في الجيش حيث انضم إلى منظمة البلاشفة العسكرية.

## مشاركته بثورة أكتوبر 1917
يعتبر هينريخ يهودا أحد المساهمين النشطين في ثورة أكتوبر في بتروغراد التي أطاحت بالقيصر نيكولاي الثاني.
عمل في المفتشية المركزية العليا للجيش الأحمر وهو التنظيم المسلح للبلاشفة وشارك في الحرب الأهلية الروسية التي جرت بين المناشفة والبلاشفة حيث تواجد على الجبهتين الجنوبية والجنوبية الشرقية.

## تدرجه بالسلم الوظيفي
في العام 1919 أصبح عضو اللجنة العليا لمفوضية التجارة الخارجية وفي العام 1920 أصبح عضو هيئة رئاسة التشيك (وهي مؤسسة أمنية داخلية) في عموم روسيا
التقى لينين أكثر من مرة وتحمل وثيقة تثبت ان ياغودا عضواً في اللجنة العليا لمفوضية التجارة الخارجية وفي اللجنة العليا لإدارة التشيك توقيع فلاديمير لينين الشخصي.
في المؤتمر السادس للحزب الشيوعي السوفيتي تم انتخاب ياغودا عضواً مرشحاً في اللجنة المركزية للحزب وفي المؤتمر السابع عشر تم انتخابه عضواً في اللجنة المركزية.وكما كان عضواً في اللجنة المركزية التنفيذية (SIK).

## من إنجازاته
إسهامه في إنشاء القناة التي تربط البحر الأبيض الروسي ببحر البلطيق والتي تعد مثالاً لنجاح الخطة الخمسية التي وضعها جوزيف ستالين.

## عزله عن منصبه وسقوطه
تم اقالة يهودا من منصبه كمفوض للشعب للشؤون الداخلية وعين في 27 أيلول سنة 1937 مفوضا للشعب للبريد والبرق وفي 3 نيسان سنة 1937 أقيل من منصبه وأخرج من عداد اللجنة المركزية التنفيذية وذلك تنفيذاً لأوامر ستالين الذي علل ذلك لتقصير يهودا في عمله.
وقد تم التحقيق مع يهودا واعترف بأنه شارك في عملية اغتيال كيروف وبأنه قاد التحالف التروتسكي اليميني بهدف إسقاط السلطة السوفيتية وإحياء الرأسمالية في الاتحاد السوفيتي وفي الخامس عشر من آذار سنة 1938 تم اعدامه رمياً بالرصاص.